# Прокофьев, Николай Дмитриевич
Николай Дмитриевич Прокофьев (1866—1913) — русский архитектор, живописец и график, академик Императорской Академии художеств.

## Биография
Родился в Николаеве 16 ноября 1866 года[по какому календарю?]. Его дед, штурман Иван Петрович Прокофьев, был героем турецкой кампании и отличился в бою на бриге «Меркурий». Отец был капитаном 2-го ранга.
После окончания в 1885 году Николаевского реального училища поступил в Императорскую академию художеств — отделение пейзажного искусства. Но в 1888 году перешёл на архитектурное отделение.
С 1890 года завершал, вместе с епархиальным архитектором Г. И. Карповым, постройку собора Валаамского монастыря, внеся изменения в проект скончавшегося архитектора А. Я. Силина. Также им была построена монастырская больница, построены и отделаны внутри церкви Тихвинского и Германовского скитов. Кроме этого Прокофьев составил проекты монастырской часовни во имя Святых Сергия и Германа Валаамских на Подворье Валаамского Спасо-Преображенского монастыря в Петербурге ( Васильевский остров, 16-я Линия, д. 81) и подворья с церковью и жилыми домами в Москве.
Получил медали Академии художеств: малая серебряная (1890), большая серебряная медаль (1891), малая золотая медаль (1893) за программу «Гостиница для приезжающих в столицу». Был выпущен из Академии со званием классного художника 1-й степени (1894) и правом пенсионерской поездки от Академии за границу сроком на два года.  До отъезда за границу он состоял преподавателем технического рисования в ремесленном училище Цесаревича Николая.

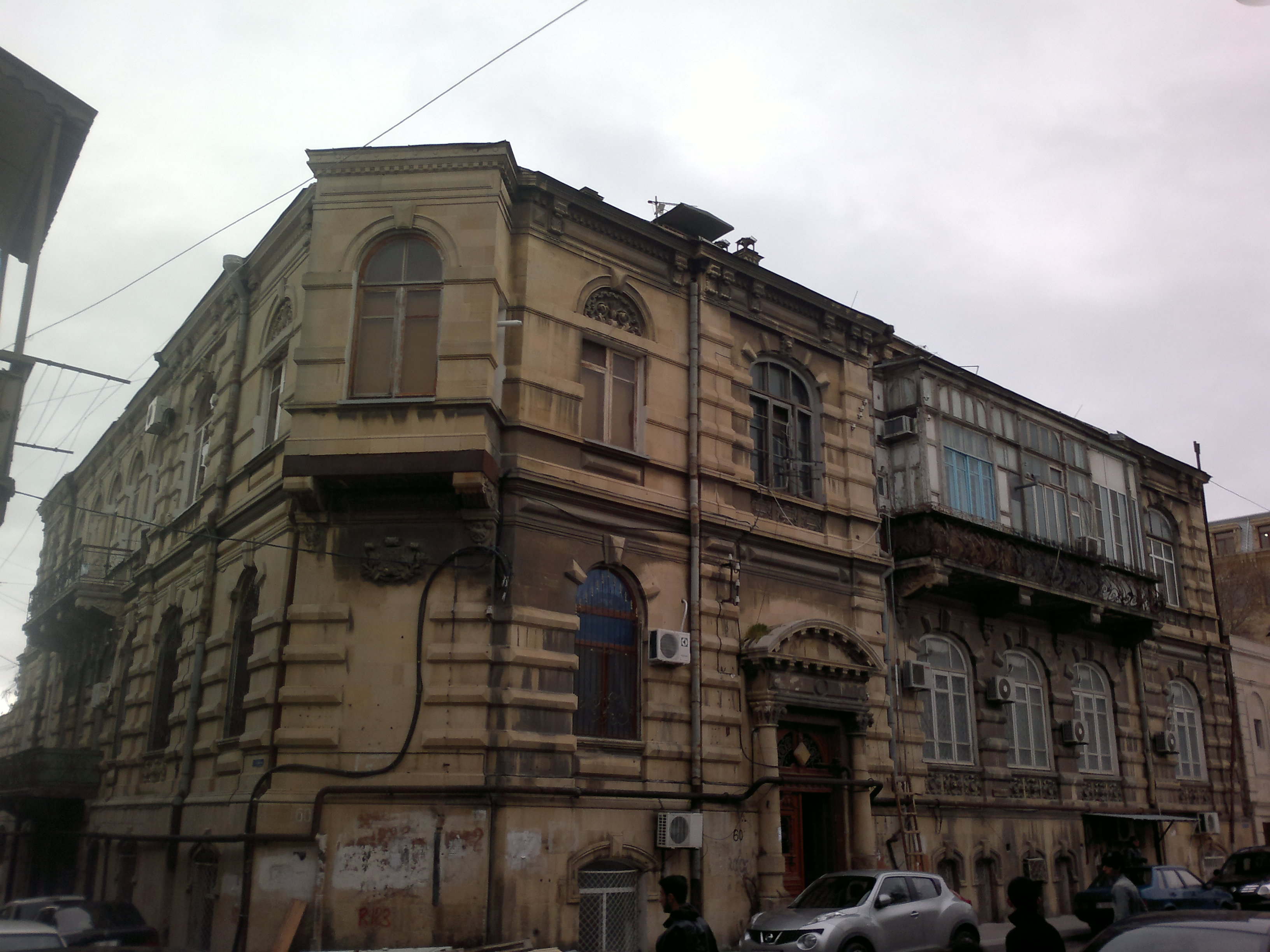
Особняк Рзабека Алибекова в Баку, построенный по проекту Прокофьева (1903)

В 1895—1897 годах он жил в Германии, Швейцарии и Северной Италии. В Цюрихе практиковался у архитектора Эрнста, по заказу которого исполнил проект большой гостиницы для Ривьеры — Hotel a Pavillon (Pegli). По заданию Академии сделал копии работ разных мастеров в Palazzo Ducale в Венеции — за эти работы, приобретенные Академией, он был удостоен звания академика.
Жил в Петербурге; служил в хозяйственном управлении при Синоде. Позже одновременно он служил в Первом Российском страховом обществе и на Балтийском судостроительном заводе, где занимался отделкой и украшением кораблей, в том числе броненосца «Александр III», крейсера «Алмаз» и императорской яхты «Александрия».
С наибольшим интересом выполнял работы по внутренней отделке интерьеров: особняк С. П. Дервиза на Галерной улице (д. 33), Моховая улица (д. 27-29 и д. 34), Английская набережная (д. 22), Большой проспект Васильевского острова (д. 37), Большая Морская улица (д. 55). Он также наблюдал за постройкой в Киеве дома Первого Российского страхового общества; проектировал и строил дом для отделения «Русского для внешней торговли банка» в Риге.
По проекту Прокофьева в 1903 году в Баку был построен особняк Рзабека Алибекова.
Был архитектором Придворно-конюшенной части; по его проекту в 1913 году было возведено здание Военно-походной канцелярии на Захарьевской улице (д. 19).
Кроме архитектуры он занимался живописью: писал преимущественно акварели на морскую тематику. Участвовал в выставках Общества поощрения художеств (с 1891); член и экспонент Общества русских акварелистов.
Произведения Н. Д. Прокофьева находятся в ряде музейных собраний.
Умер 9 октября 1913 года[по какому календарю?] в Санкт-Петербурге. Был похоронен на Смоленском кладбище. В 1949 году прах и памятник были перенесены в некрополь-музей Литераторские мостки.
Его сын — Прокофьев, Георгий Николаевич  (1897—1942) — советский лингвист и этнограф.

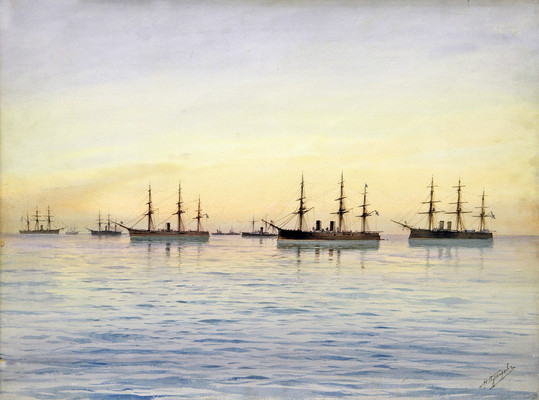
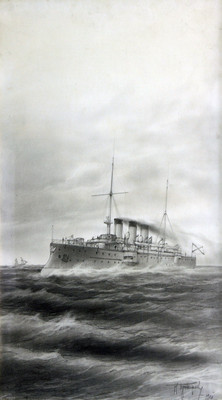
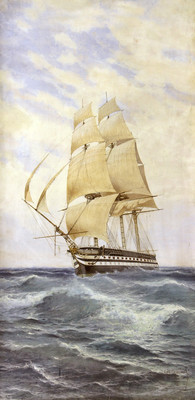
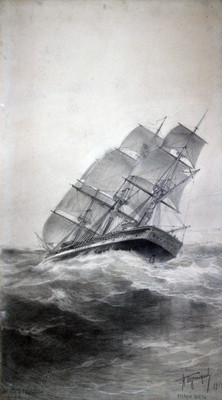
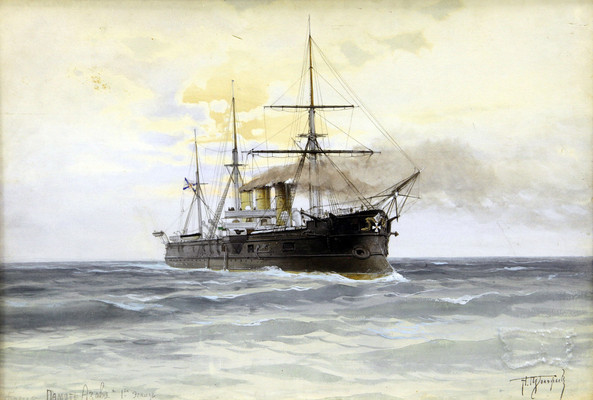
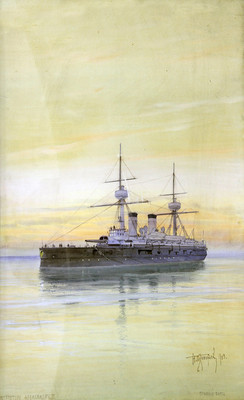
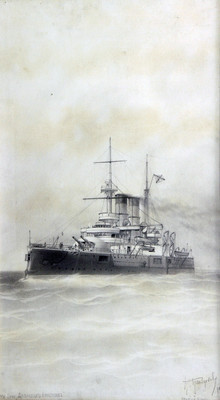
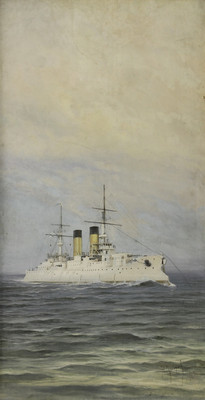
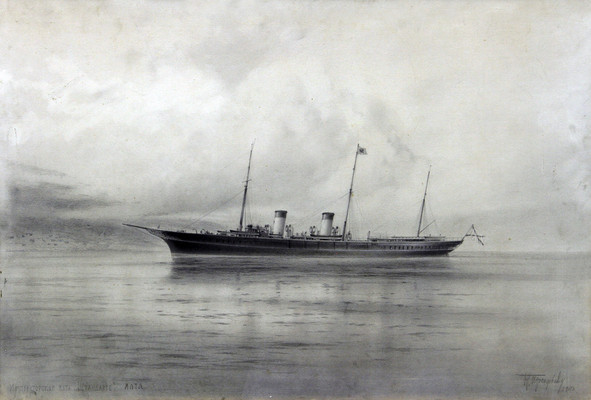